# Calomera
Calomera — рід жуків-стрибунів. Види часто мешкають по берегах солоних чи прісних водойм.
Види з Південно-Східної Азії вирізняються від інших місцевих стрибунів плямами на надкрилах поза краєм, волосками на нижній поверхні тіла без повстяного опушення, понад 10-ма щетинками на верхній губі.
Історично значну види роду відносили до роду Lophyridia, проте на початку XXI століття цю назву звели до синонімів.

## Види
- Calomera alboguttata (Klug, 1832)
- Calomera angulata (Fabricius, 1798) Східна Азія
- Calomera aphrodisia (Baudi di Selve, 1864)
- Calomera aulica (Dejean, 1831)
- Calomera aulicoides (J.R. Sahlberg, 1913)
- Calomera cabigasi Cassola, 2011 Східна Азія
- Calomera caucasica (Adams, 1817)
- Calomera concolor (Dejean, 1822)
- Calomera despectata (W.Horn, 1892) Східна Азія
- Calomera diania (Tschitschérine, 1903)
- Calomera fimbriata (Dejean, 1831)
- Calomera fischeri (Adams, 1817)
- Calomera lacrymosa (Dejean, 1825) Східна Азія
- Calomera littoralis (Fabricius, 1787)
- Calomera mindanaoensis (Cassola, 2000) Східна Азія
- Calomera lugens (Dejean, 1831)
- Calomera lunulata (Fabricius, 1781)
- Calomera sturmi (Ménétriés, 1832)